# Morte di un professore
Morte di un professore (Unman, Wittering and Zigo) è un film del 1971 diretto da John Mackenzie.

## Trama
Il professor John Ebony riceve l'incarico di supplente in un prestigioso e molto rigido college britannico dopo la morte del suo predecessore ma, subito dopo il suo arrivo, viene avvertito e indirettamente minacciato da alcuni allievi, i quali sostengono di essere i responsabili della morte del professore.

Inizialmente Ebony non prende sul serio le parole degli studenti ma una serie di avvenimenti e di indizi, alcuni lasciati dagli stessi studenti, lo portano a sospettare che dicano la verità ed inizia ad indagare nelle loro vite ma essi reagiscono sequestrandogli la moglie Silvia.